# Leucophenga bivirgata
Leucophenga bivirgata är en tvåvingeart som beskrevs av Bachli 1971. Leucophenga bivirgata ingår i släktet Leucophenga och familjen daggflugor. Inga underarter finns listade i Catalogue of Life.